# International Circus Hall of Fame
El International Circus Hall of Fame (en español, Salón de la Fama Internacional del Circo) es un museo y salón de la fama estadounidense, que rinde homenaje a figuras importantes de la historia del circo. Está ubicado en Peru, Indiana, en los antiguos terrenos de la sede de invierno del Wallace Circus y de la American Circus Corporation, también conocidos como Peru Circus Farm o Valley Farms. En la propiedad se conservan edificios de circo estables de finales del siglo XIX y principios del XX, y consta desde 1985 como Hito Histórico Nacional de los Estados Unidos por su importancia histórica.

## Historia de la propiedad
En 1891, Benjamin Wallace, propietario del Wallace Circus, compró la finca. En 1913  sufrió una inundación que provocó la muerte de varios animales. Hasta 1944, la propiedad fue la sede de invierno para una serie de compañías circenses, la mayoría creadas por sucesión o fusión con la de Wallace.
En 1921, la American Circus Corporation, adquirió la propiedad y la operación del circo de Wallace y amplió las instalaciones. Cuando John Ringling compró el American Circus en 1929, la propiedad se convirtió en sede de operaciones de Ringling Brothers hasta que el declive en el panorama circense provocó su cierre en 1944.
Más tarde, se retomó el uso agrícola de la propiedad, y varios de los edificios circenses supervivientes fueron modificados considerablemente o demolidos.

## Historia del museo
En 1927, el Ringling estableció su sede de invierno en Sarasota, Florida, con ayuda de Victor Sabattini (1916-2010), un ejecutivo de seguros que más tarde se convertiría en presidente y director de su junta.

A mediados de la década de 1950, los aficionados del circo de Sarasota plantearon la idea de crear un salón de la fama para honrar a los artistas circenses más destacados, y, así, en 1956 se inauguró el International Circus Hall of Fame. Este, ubicado cerca del aeropuerto de Sarasota, tenía espacios de exhibición en varios edificios de parafernalia circense, como efectos personales de artistas y empresarios de circo famosos: trajes, material y accesorios, carteles y carromatos. Además de las exhibiciones, se presentaban actuaciones de circo varias veces al día y varios meses del año.

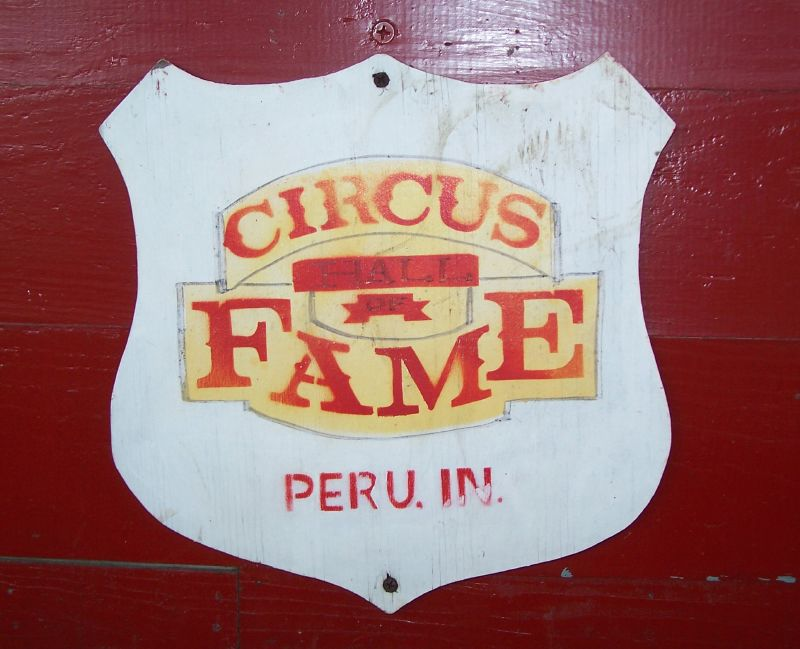
Emblema del Salón de la fama del circo.

Desde 1958, reconoce anualmente a los más importantes artistas de circo, músicos, promotores, periodistas y dueños de espectáculos circenses del mundo con su inclusión en el listado de miembros destacados. Los nominados son analizados y escogidos por un jurado, el ganador se anuncia y celebra durante la semana del circo, en el mes de julio en el Peru Circus Winter Quarters.
Además de las visitas de turistas de Florida, recibió exposición nacional. La cadena de televisión NBC retransmitió el programa The Circus Hall of Fame All-Star Circus el 12 de septiembre de 1970. El presentador, Ed McMahon, felicitó a los cuatro nuevos miembros del Salón de la Fama del Circo de 1970: las Hermanas Rieffenach (amazonas especialistas en montar a pelo), las acróbatas Mayme Ward e Ira Millette, y el empresario de circo Billy Smart.
Aunque unos 80 000 turistas lo visitaban, a finales de la década de 1970 dejó de ser rentable y sus propietarios se prepararon para cerrar el museo. En 1980 expiró el contrato de arrendamiento de la propiedad, y el 27 de mayo de 1980 fue la última representación.
En 1981, un grupo de ciudadanos de Peru, Indiana, se enteraron de que el material del Salón de la fama del circo estaba a la venta. Interesados en preservar los artefactos del circo y preocupados por que se subastaran por separado, los residentes, las empresas y el gobierno estatal de Indiana contribuyeron a la compra de la colección completa para después llevarla a la antigua propiedad de Wallace en Peru. La compra se formalizó en 1985 y tuvo un coste de 425 000 dólares y la inversión se hizo con la intención de ayudar a la economía de Peru a través del turismo atraído por visitar "la capital del circo del mundo", desde entonces, se han sumado muchos más artículos a la colección original de Sarasota, como 16 vagones históricos restaurados en el taller de vagones y en el taller Peru Wagon. Este mismo año, se registró como un Hito Histórico Nacional de los Estados Unidos por su importancia histórica y es uno de los monumentos históricos de Indiana.
Para 1988, el museo contaba con 37 vagones y un fondo con más de 1 100 litografías, unas 1 500 fotografías, vestuarios, vidrieras, libros, revistas, programas de circo y documentación relacionada.
Funciona como una organización sin ánimo de lucro y se mantiene a través de donaciones de aliados, subvenciones estatales y el trabajo de más de 200 voluntarios. También han organizado diferentes campañas de micromecenazgo para obtener recursos para la continuidad del proyecto.
En 2019 la sede fue incluida en la lista de los 10 lugares más amenazados de Indiana, a pesar de su valor histórico.

## Miembros destacados
| Artista                                   | Año de inclusión | Categoría                                             | País        |
| ----------------------------------------- | ---------------- | ----------------------------------------------------- | ----------- |
| Lillian Leitzel                           | 1958             | Acróbata                                              | Alemania    |
| William C. Coup                           | 1960             | Director                                              | EE. UU.     |
| James Anthony Bailey                      | 1960             | Payaso/Director                                       | EE. UU.     |
| P. T. Barnum                              | 1960             | Director                                              | EE. UU.     |
| Bird Millman                              | 1961             | Funambulista                                          | EE. UU.     |
| Alfredo Codona                            | 1961             | Trapecista                                            | México      |
| The Ringling Brothers                     | 1961             | Directores                                            | EE. UU.     |
| Dan Rice                                  | 1962             | Payaso/Director                                       | EE. UU.     |
| Adam Forepaugh                            | 1963             | Director                                              | EE. UU.     |
| May Wirth                                 | 1963             | Amazona                                               | Australia   |
| Victor Pépin                              | 1963             | Jinete/Director                                       | EE. UU.     |
| Isaac Van Amburgh                         | 1964             | Domador                                               | EE. UU.     |
| Philip Astley                             | 1964             | Jinete/Director                                       | Reino Unido |
| Clyde Beatty                              | 1965             | Domador                                               | EE. UU.     |
| Lalo Codona                               | 1965             | Trapecista                                            | México      |
| Con Colleano                              | 1966             | Funambulista                                          | Australia   |
| Mabel Stark                               | 1969             | Domadora                                              | EE. UU.     |
| Billy Smart Sr.                           | 1970             | Director                                              | Reino Unido |
| Hermanas Reiffenach                       | 1970             | Amazonas                                              | Reino Unido |
| Mayme Ward                                | 1970             | Trapecista                                            | EE. UU.     |
| Karl King                                 | 1971             | Músico                                                | EE. UU.     |
| Felix Adler                               | 1972             | Payaso                                                | EE. UU.     |
| George A. Hamid Sr.                       | 1972             | Director                                              | Líbano      |
| Otto Griebling                            | 1973             | Payaso                                                | Alemania    |
| Buffalo Bill                              | 1974             | Director y cowboy                                     | EE. UU.     |
| Tom Mix                                   | 1974             | Director y Cowboy                                     | EE. UU.     |
| Merle Evans                               | 1975             | Director de banda                                     | EE. UU.     |
| Hermanos Zacchini (The Zacchini Brothers) | 1975             | Hombres bala                                          | Italia      |
| William Preston Hall                      | 1977             | Director                                              | EE. UU.     |
| The Wallendas                             | 1977             | Funambulistas                                         | Alemania    |
| Mollie Bailey                             | 1980             | Directora                                             | EE. UU.     |
| Troupe Albert Hodgini                     | 1981             | Jinetes                                               | Reino Unido |
| John Ringling North                       | 1986             | Director                                              | EE. UU.     |
| Irvin Feld                                | 1987             | Director                                              | EE. UU.     |
| Bertram Mills                             | 1987             | Director                                              | EE. UU.     |
| Lou Jacobs                                | 1989             | Payaso                                                | Alemania    |
| Pinito del Oro                            | 1990             | Trapecista                                            | España      |
| The Great Wilno                           | 1991             | Hombre bala                                           | Alemania    |
| Emmett Kelly                              | 1994             | Payaso                                                | EE. UU.     |
| Lottie Brunn                              | 1995             | Malabarista                                           | Alemania    |
| Jerome Medrano                            | 1996             | Director                                              | Francia     |
| Circo Knie                                | 1996             | Jinetes, domadores, directores                        | Suiza       |
| Annie Oakley                              | 1997             | Tiradora                                              | EE. UU.     |
| Thomas Taplin Cooke                       | 1997             | Director                                              | Reino Unido |
| Gunther Gebel-Williams                    | 1999             | Domador                                               | Alemania    |
| Elvin Bale                                | 2001             | Hombre bala                                           | Reino Unido |
| Hugo Zacchini                             | 2003             | Hombre bala                                           | Italia      |
| Miles White                               | 2005             | Diseñador                                             | EE. UU.     |
| Kenneth Feld                              | 2006             | Director                                              | EE. UU.     |
| Francis Brunn                             | 2006             | Malabarista                                           | Alemania    |
| Cecil B. DeMille                          | 2009             | Director de cine                                      | EE. UU.     |
| Paul Binder                               | 2009             | Malabarista/Director                                  | EE. UU.     |
| Henry Ringling North                      | 2010             | Director                                              | EE. UU.     |
| Norman Barrett                            | 2011             | Maestro de ceremonias                                 | Reino Unido |
| Freddy Freeman                            | 2012             | Payaso                                                | Reino Unido |
| Terry Cavaretta                           | 2014             | Acróbata                                              | EE. UU.     |
| Miss Mara                                 | 2015             | Trapecista                                            | España      |
| Gertrude "Struppi" Hanneford              | 2015             | Acróbata, funambulista, domadora, empresaria circense | Alemania    |
| Barry Lubin                               | 2016             | Payaso                                                | EE. UU.     |